# Michael Reufsteck
Michael Reufsteck (* 15. Mai 1975 in Koblenz) ist ein deutscher Journalist und Hörfunkmoderator. 

## Leben
Michael Reufsteck arbeitete nach dem Abitur zunächst ehrenamtlich bei einem Krankenhaus-Radio in Koblenz und absolvierte anschließend ein journalistisches Volontariat beim Privatsender RPR. 1996 wechselte er zu SWF3 nach Baden-Baden. Dort und beim Nachfolgeprogramm SWR3 ist er seitdem regelmäßig als Moderator zu hören, unter anderem lange Zeit in der Morgensendung. Seit 1997 gestaltet er während seiner Nachtsendungen das Format „Braunsche Röhre“, ein „Fernsehquiz im Radio“, als Call-In-Aktion.
Daneben arbeitet Reufsteck als Autor für die Frankfurter Allgemeine Zeitung und als Sprecher bei Fernseh-Dokumentationen.
2004 nahm er an der ARD-Doku-Sendereihe „Von Null auf 42“ teil. 2005 veröffentlichte er zusammen mit Stefan Niggemeier ein Fernsehlexikon, das auf mehr als 1500 Seiten rund 7000 Sendungen der deutschen Fernsehgeschichte beschreibt.

## Veröffentlichungen
- mit Stefan Niggemeier: Das Fernsehlexikon. Goldmann, München 2005, ISBN 3-442-30124-6.
- mit Jochen Stöckle: Die kleine House-Apotheke. Egmont Vgs, Köln 2008, ISBN 978-3-8025-1754-9.
- New York für Fern-Seher. Egmont Vgs, Köln 2008, ISBN 978-3-8025-1751-8.
- mit Stefan Niggemeier: Zapp! Merkwürdigkeiten aus der Fernsehwelt. Egmont Vgs, Köln 2008, ISBN 978-3-8025-1784-6.
- mit Jochen Stöckle: Die kleine House-Apotheke II. Egmont Vgs, Köln 2009, ISBN 978-3-8025-3675-5.
- Willküpedia. Die frei erfundene Enzyklopädie. rororo (Rowohlt Verlag), Reinbek bei Hamburg 2011, ISBN 978-3-499-62798-9.